# Olympique Saint-Quentin
El Olympique Saint-Quentinois es un club de fútbol francés, de la ciudad de San Quintín en Aisne. Fue fundado en 1920 y juega en el Championnat National 3, la quinta categoría del fútbol francés. Disputa sus encuentros de local en el Stade Paul Debrésie, con una capacidad de 10 000 espectadores. 

## Palmarés
- Championnat National: 1

1990
- CFA 2: 1

1996
- Championnat National 3: 1

2019
- CFA 2 Grupo A: 1

1986
- Copa de Aisne: 13

1986, 1990, 1995, 1996, 1997, 1999, 2004, 2005, 2007, 2010, 2013, 2015, 2018
- División de Honor: 5

1952, 1965, 1973, 1991, 2013
- Copa de Picardie: 4

1983, 1984, 1987, 1998